# Agua Ciénega
Agua Ciénega är en ort i Mexiko.   Den ligger i kommunen San José Tenango och delstaten Oaxaca, i den sydöstra delen av landet, 300 km sydost om huvudstaden Mexico City. Agua Ciénega ligger 709 meter över havet och antalet invånare är 159.
Terrängen runt Agua Ciénega är kuperad norrut, men söderut är den bergig. Runt Agua Ciénega är det ganska tätbefolkat, med 86 invånare per kvadratkilometer. Närmaste större samhälle är Isla Soyaltepec, 18,3 km öster om Agua Ciénega. I omgivningarna runt Agua Ciénega växer i huvudsak städsegrön lövskog.